# PGC 1663367
LEDA/PGC 1663367 ist eine Galaxie im Sternbild Herkules am Nordsternhimmel. Sie ist schätzungsweise 820 Millionen Lichtjahre von der Milchstraße entfernt und hat eine Ausdehnung von etwa 275.000 Lichtjahren. Vom Sonnensystem aus entfernt sich das Objekt mit einer errechneten Radialgeschwindigkeit von näherungsweise 18.200 Kilometern pro Sekunde. Möglich ist eine gravitative Wechselwirkung mit PGC 2810889.
Im selben Himmelsareal befinden sich unter anderem die Galaxien PGC 61979, PGC 1659758, PGC 1668050, PGC 2810894.